# Нярпайсоим
Нярпайсоим (устар. Няр-Пай-Соим) — река в России, протекает по Белоярскому району Ханты-Мансийского АО. Устье реки находится в 37 км по правому берегу реки Бобровка. Длина реки составляет 12 км.
Высота центральной части реки — 59 м НУМ.

## Данные водного реестра
По данным государственного водного реестра России относится к Нижнеобскому бассейновому округу, водохозяйственный участок реки — Обь от впадения Иртыша до впадения реки Северная Сосьва, речной подбассейн реки — бассейны притока Оби от Иртыша до впадения Северной Сосьвы. Речной бассейн реки — (Нижняя) Обь от впадения Иртыша.
Код объекта в государственном водном реестре — 15020100112115300021682.

## Топографические карты
- Лист карты P-42-I,II Белоярский. Масштаб: 1 : 200 000. Указать дату выпуска/состояния местности.